# ガウデンツィオ・マルコーニ

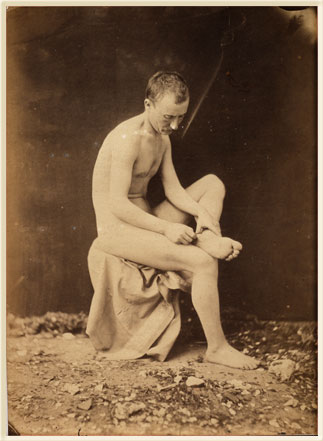
マルコーニ『Le tireur d'épine』（1870年頃）

ガウデンツィオ・マルコーニ（Gaudenzio Marconi, 1841年 - 1885年）は、イタリアの写真家。フランスで活躍した。
彼は芸術的ヌード写真で知られる。その写真は、たとえばオーギュスト・ロダンといった芸術家たちが自分の作品制作に使用した。